# Георг (Саксония-Алтенбург)
Георг Карл Фридрих Франц фон Саксония-Алтенбург (на немски: Georg Karl Friedrich Franz von Sachsen-Altenburg; * 24 юли 1796, Хилдбургхаузен; † 3 август 1853, Хумелсхайн) от род Ернестини, е принц на Саксония-Хилдбургхаузен, от 1826 г. принц на Саксония-Алтенбург и от 1848 до 1853 г. херцог на Саксония-Алтенбург.

## Живот
Син е на херцог Фридрих фон Саксония-Алтенбург (от 1826 г. херцог на Саксония-Алтенбург) и неговата съпруга принцеса Шарлота Георгина Луизафон Мекленбург-Щрелиц, дъщеря на херцог Карл II фон Мекленбург. Майка му е сестра на пруската кралица Луиза и на хановерската кралица Фридерика.
От 1804 г. Георг е на австрийска служба. Заедно с по-големият му брат Йозеф се бият през 1814 г. със съюзниците против Франция. Той се бие в битката при Лайпциг и навлиза победоносно с княз Шварценберг в Париж. През похода в Италия през 1814 г. принцът е ранен на лявото бедро и трябва да се откаже от военната кариера.
Обратно в Хилдбургхаузен той живее там с брат си Йозеф в дворец Шарлотенбург. От 1816 до 1820 г. Георг следва в университета в Хайделберг и след това става личен адютант на крал Максмилиан I от Бавария.
Георг като наследствен принц се жени 7 октомври 1825 г. в Лудвигслуст за херцогиня Мария фон Мекленбург (1803–1862), дъщеря на мекленбургския наследствен принц Фридрих Лудвиг и Елена Павловна. По-късно Георг живее с фамилията си в принцовия палат в Алтенбург.
На 30 ноември 1848 г. брат му херцог Йозеф се отказва от трона, понеже няма синове, в полза на брат му Георг. На 28 май 1853 г. заради здравословни проблеми той дава управлението на своя син Ернст и умира на 3 август в ловния дворец Хумелсхайн.
- Георг фон Саксония-Алтенбург
- Мария фон Мекленбург, херцогиня на Саксония-Алтенбург

## Деца
Георг и Мария фон Мекленбург имат децата:
- Ернст I (1826 – 1908), херцог на Саксония-Алтенбург (1853 – 1908)

∞ 1853 принцеса Агнес фон Анхалт-Десау (1824 – 1897), дъщеря на херцог Леополд IV фон Анхалт-Десау
- Албрехт (1827 – 1835)
- Мориц (1829 – 1907)

∞ 1862 принцеса Августа фон Саксония-Майнинген (1843 – 1919), дъщеря на херцог Бернхард II фон Саксония-Майнинген